# Ruth-Marion Baruch
Ruth-Marion Baruch (* 15. Juni 1922 in Berlin; † 11. Oktober 1997 in San Rafael (Kalifornien)) war eine amerikanische Fotografin und Dichterin, welche für ihre 1960er Fotoserie The Black Panthers und Haight-Ashbury bekannt wurde.

## Leben und Werk
Ruth-Marion Baruch, geboren in Berlin, Tochter des Neurochirurgen Max Baruch, immigrierte zusammen mit ihren Eltern 1927 in die USA. Sie wuchs in New York City auf und schrieb und inszenierte mit 14 Jahren ihr erstes Theaterstück am New Yorker Emanu-El mit dem Titel „Middle Ages Returning“. 1944 erhielt sie einen Bachelor of Arts in kreativem Schreiben und Literaturkritik, sowie einen Bachelor in Journalismus, beide von der University of Missouri. Im Sommer 1945 schrieb Baruch an ihrer Dissertation über Edward Weston: «der Mann, der Künstler und der Fotograf» und arbeitete mit ihm fast einen Monat an seinem Wohnort in Carmel zusammen. Dort traf Baruch Ansel Adams und beschloss, ihr Studium mit dem der Fotografie zu erweitern. An der California School of Fine Arts studierte Baruch zusammen mit ihrem späteren Ehemann Pirkle Jones unter der Leitung von Adams, Minor White, Homer Page (1918–1985) und Weston. Sie war vermutlich die erste Frau in den USA, welche einen Master of Fine Arts in Fotografie an der Ohio University im Jahr 1946 erhalten hatte.
Im Jahr 1961 arbeitete Baruch an zwei Foto-Essays, dies in Zusammenarbeit mit ihrem Mann Jones. Das Erste war „Walnut Grove: Portrait einer Stadt“. Eine Dokumentation einer kleinen, rassistisch facettenreichen Gemeinschaft am Sacramento River Delta. Das zweite Essay „Illusion for Sale“ waren Aufnahmen von Frauen beim Einkauf in den Geschäften am Union Square (San Francisco), welche auf der Suche nach der eigenen Identität waren.
1967 während des Summer of Love fotografierte Baruch im Haight-Ashbury, als die sogenannte Hippiebewegung mit mehr als 100.000 Menschen dort zusammenkam.
1968 wandte sich Ruth-Marion Baruch an Kathleen Neal Cleaver, die Frau des Black Panthers Eldridge Cleaver und sprach von ihrem Interesse an den Black Panthers und ihrem Wunsch einer ausgewogenen Darstellung in den Medien. Baruch und Jones wurde Zugang zu dem inneren Kreis der Black Panther Party gegeben und von Juli bis Oktober 1968 fotografierten sie in der Bucht von San Francisco und erarbeiteten das Foto-Essay über die Black Panther Bewegung. Dieser Beitrag war und ist eine Dokumentation, welche weitreichende Auswirkungen auf das soziale, politische und kulturelle Leben in Amerika hatte. Das Buch „The Vanguard, A Photographic Essay on the Black Panthers“ wurde 1970 veröffentlicht.
In den 1970er und 1980er Jahren fotografierte Ruth-Marion Baruch, machte Ausstellungen und fing an zu schreiben. Ihre Dichtungen „A Dangerous Thing“ wurde im September 2002 von Apollo Presse veröffentlicht. Baruchs' Arbeiten waren von sozialem Bewusstsein durchdrungen und ihr Sinn für moralische Verpflichtung ist sehr deutlich in ihren bemerkenswerten Bilder von Menschen, Orten und Dingen zu sehen.
Ihre Arbeiten befinden sich in Institutionen wie dem San Francisco Museum of Modern Art, dem International Museum of Photography George Eastman House, Rochester, im Center for Creative Photography, Tucson, im The Art Institute of Chicago, in der Polaroid Corporation, (Cambridge, MA) und im Oakland Museum.

## Ausstellungen (Auswahl)
- 1964: Walnut Grove: Portrait einer Stadt, Museum of Modern Art, San Francisco
- 1967: Haight-Ashbury, De Young Museum, San Francisco
- 1968: Essay on the Black Panthers, De Young Museum, Studio Museum in Harlem
- 1996: Illusion for Sale, Museum of Modern Art, San Francisco